# Caminandes

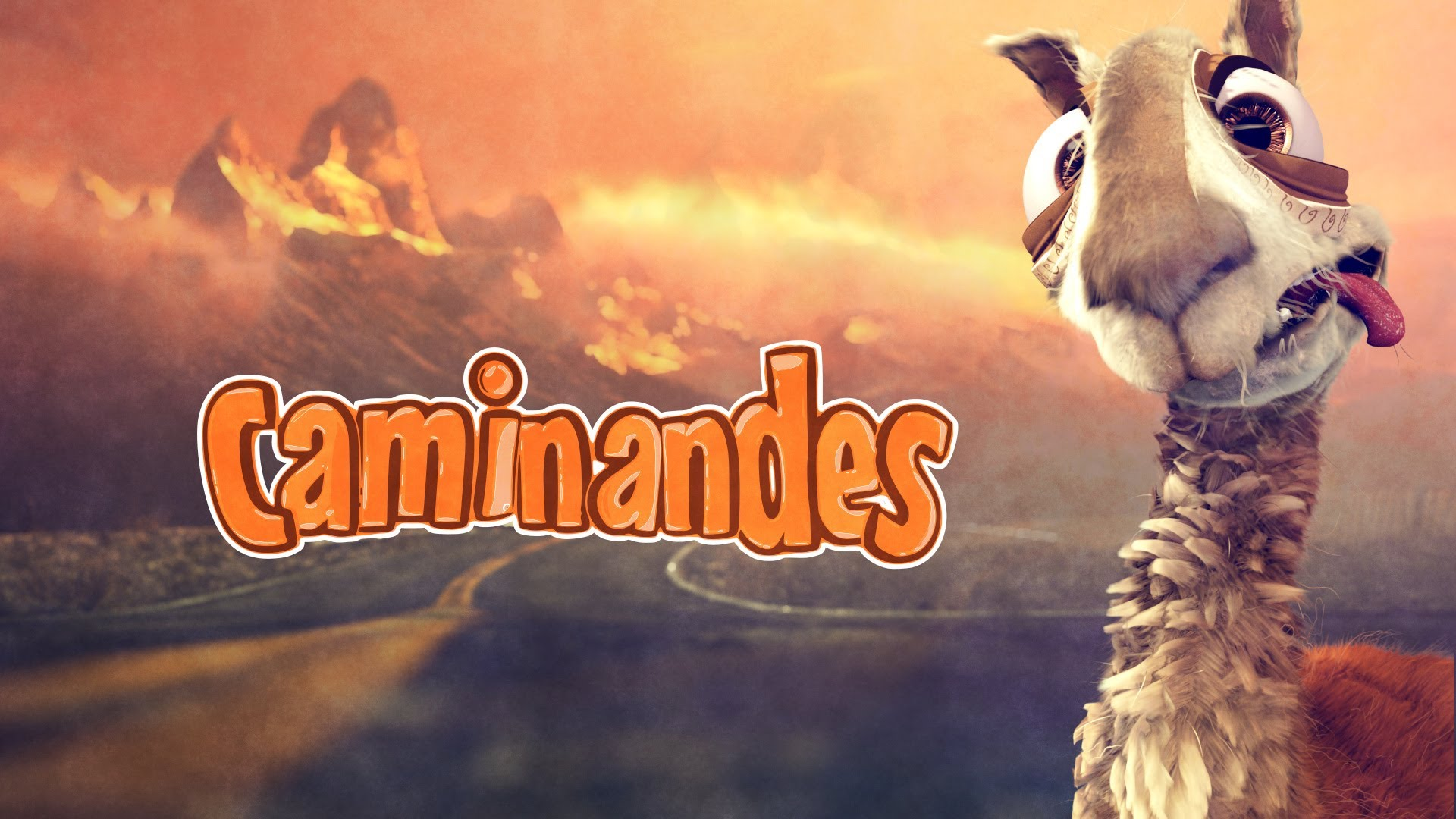
Imagen promocional para Llama Drama.

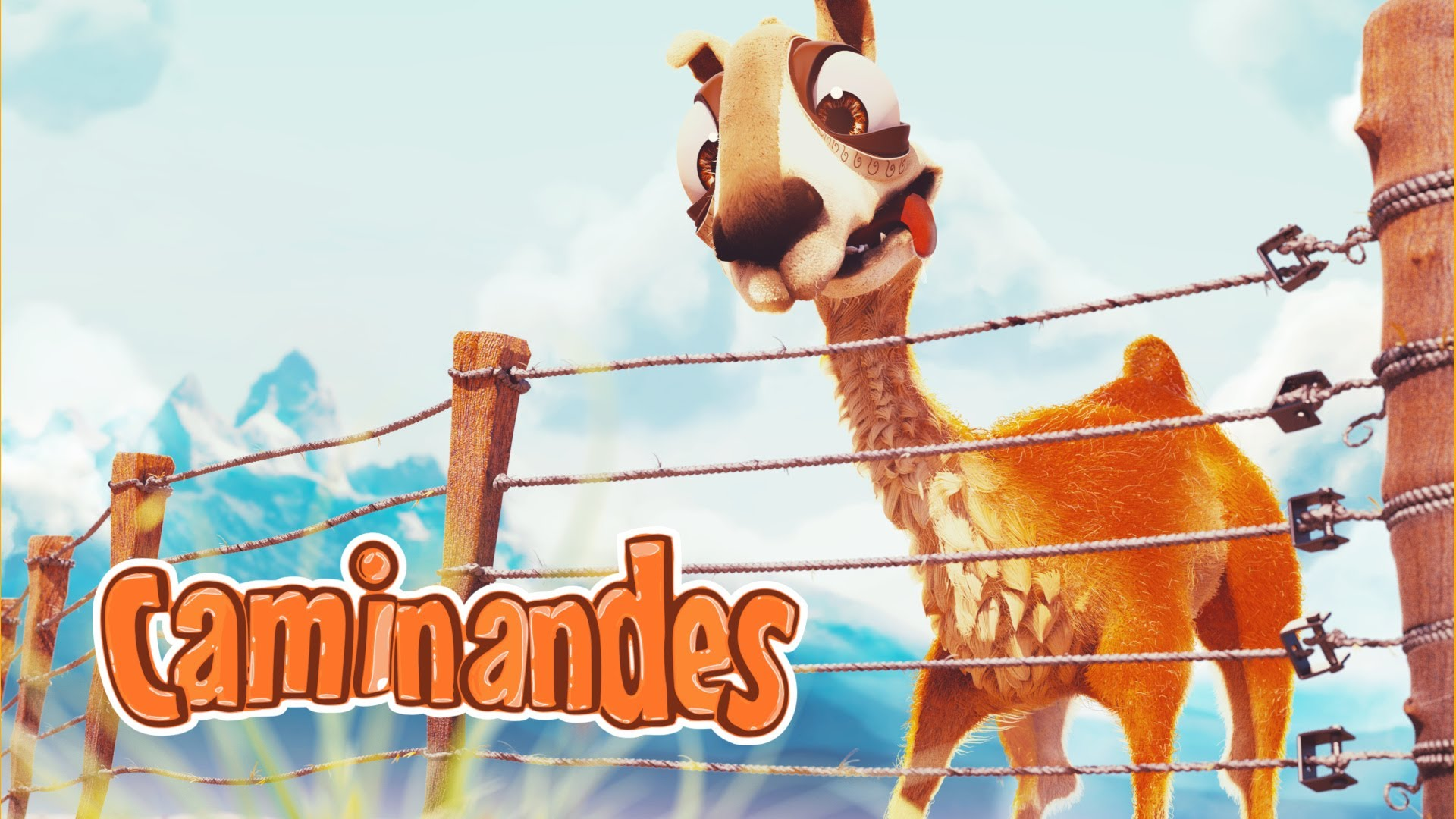
Imagen promocional para Gran Dillama.

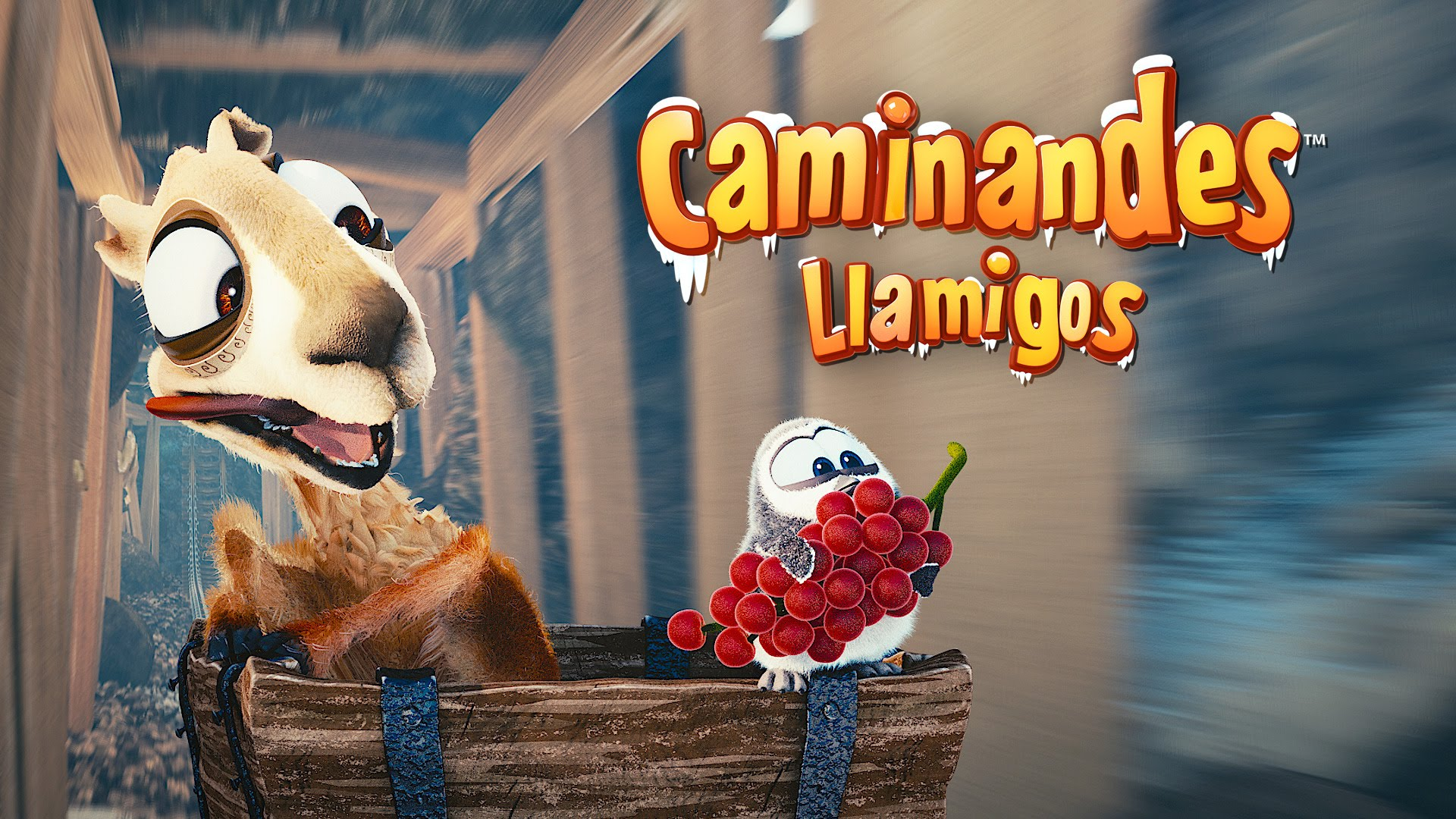
Imagen promocional para Llamigos.

Caminandes es una serie fílmica independiente, compuesta por tres cortometrajes animados. La serie fue creada por Pablo Vazquez (nacido en Río Gallegos, Argentina), y producida por Blender Foundation.

## Etimología
El título "Caminandes" se deriva de las palabras caminar y Andes, la cadena montañosa más larga del mundo, ubicada en el continente americano. Los nombres de los cortometrajes también son juegos de palabras en español.

## Sinopsis
Las películas se centran en las travesuras de Koro, un guanaco joven que vive en la Patagonia.
Caminandes 1: Llama Drama (2013)
Koro tiene problemas para cruzar un camino aparentemente desolado, acompañado de un armadillo.
Caminandes 2: Gran Dillama (2013)
Koro consigue comida al otro lado de una valla y una vez más se inspira en el armadillo, pero esta vez con un efecto impactante.
Caminandes 3: Llamigos (2016)
Koro conoce a Oti, un pingüino magallánico, en una batalla épica sobre sabrosas bayas rojas durante el invierno.

## Producción

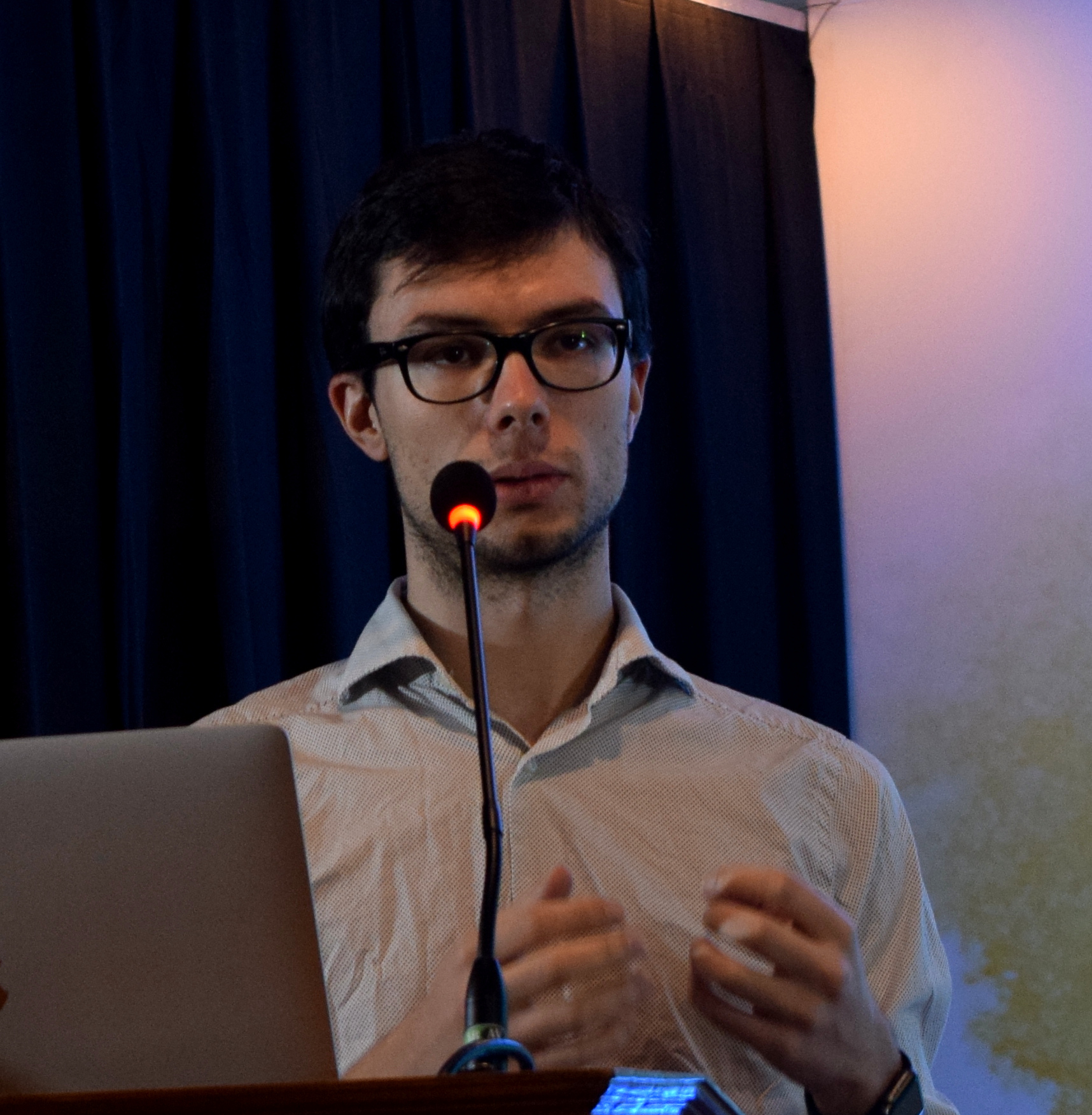
Francesco Siddi, uno de los productores de Caminandes, 2017.

Las películas, inspiradas en la obra de Chuck Jones, fueron creadas usando FLOSS (Free/Libre Open Source Software) como
- Blender, un software libre de animación profesional en 3D.
- GIMP, un editor gráfico libre.
- Krita, un editor gráfico libre.
- GNU/Linux, un sistema operativo de libre difusión.

La primera película fue producida por Pablo Vázquez, Beorn Leonard y Francesco Siddi con banda sonora de Jan Morgenstern. Hjalti Hjalti Hjalmarsson, Andy Goralczyk y Sergey Sharybin se unieron al equipo de producción de la segunda película.

## Premios
Jan Morgenstern ganó el premio Jerry Goldsmith en 2014 en la categoría de "Mejor banda sonora en una producción animada" en el Festival Internacional de Córdoba, España, por su trabajo en el corto Gran Dillama.

## Galería
- Caminandes 1: Llama Drama (2013)
- Caminandes 2: Gran Dillama (2013)
- Caminandes 3: Llamigos (2016)